# Mons Esam
Il Mons Esam è una struttura geologica della superficie della Luna.